# Élections législatives roumaines de 1980
Les élections législatives roumaines de 1980 se tinrent le 9 mars 1980, pour élire les 369 membres de la Grande Assemblée nationale pour une durée de cinq ans.

## Contexte
Comme lors de toutes les élections législatives depuis celles de 1975, le Front de l'unité socialiste et de la démocratie (roumain : Frontul Democrației și Unității Socialiste, FDUS), mené par le Parti communiste roumain, fut la seule organisation à présenter des candidats.

## Mode de scrutin
Les candidats étaient élus dans des circonscriptions uninominales, et devaient pour ce faire rassembler plus de 50 % des suffrages. Si aucun candidat ne dépassait ce seuil, où si la participation dans la circonscription n'atteignait pas 50 %, de nouvelles élections étaient organisées, jusqu'à qu'un candidat soit élu. Les électeurs pouvaient voter contre les candidats du FDUS.

## Résultats
| Parti | Parti                                                | Votes      | %    | Sièges |
| ----- | ---------------------------------------------------- | ---------- | ---- | ------ |
|       | Front de l'unité socialiste et de la démocratie (en) | 15 398 443 | 98,5 | 369    |
|       | Contre                                               | 230 611    | 1,5  | –      |
|       | Blancs et nuls                                       | 44         | –    | –      |
|       | Total                                                | 15 631 351 | 100  | 369    |
|       | Inscrits/participation                               | 15 733 060 | 100  | –      |

Parmi les nouveaux élus, 122, soit 33 %, étaient des femmes.